# Rehab Nation
REHAB NATION este un proiect multicultural, format în inima Transilvaniei la sfârșitul anului 2010. Formația promovează o combinație explozivă de ritmuri ska-punk, reggae și balcanice, repertoriul fiind interpretat în limba română, engleză, maghiară, franceză și spaniolă.

## Istoric
Albumul de debut, International, a fost lansat în Mai 2011, un material 100% auto-produs, membrii formației au înregistrat toate cele 12 piese în sala lor de repetiții. Turneul de promovare a ținut până în 2012, cu un traseu amplu de cântări în România, dar și în Ungaria. În 2011 trupa a fost prezentă și la două festivaluri majore: IRAF V (International Romani Art Festival) și Peninsula/Félsziget. În palmaresul trupei se mai află și cântări alături de Dubioza Kolektiv, The Toasters și Anima Sound System.

În 2012 vor reveni din nou la Peninsula/Félsziget, dar și la FânFest la Roșia Montană; iar la toamnă formația are în plan să revină cu noul lor EP, de data asta cu toată componența pe materialul audio.

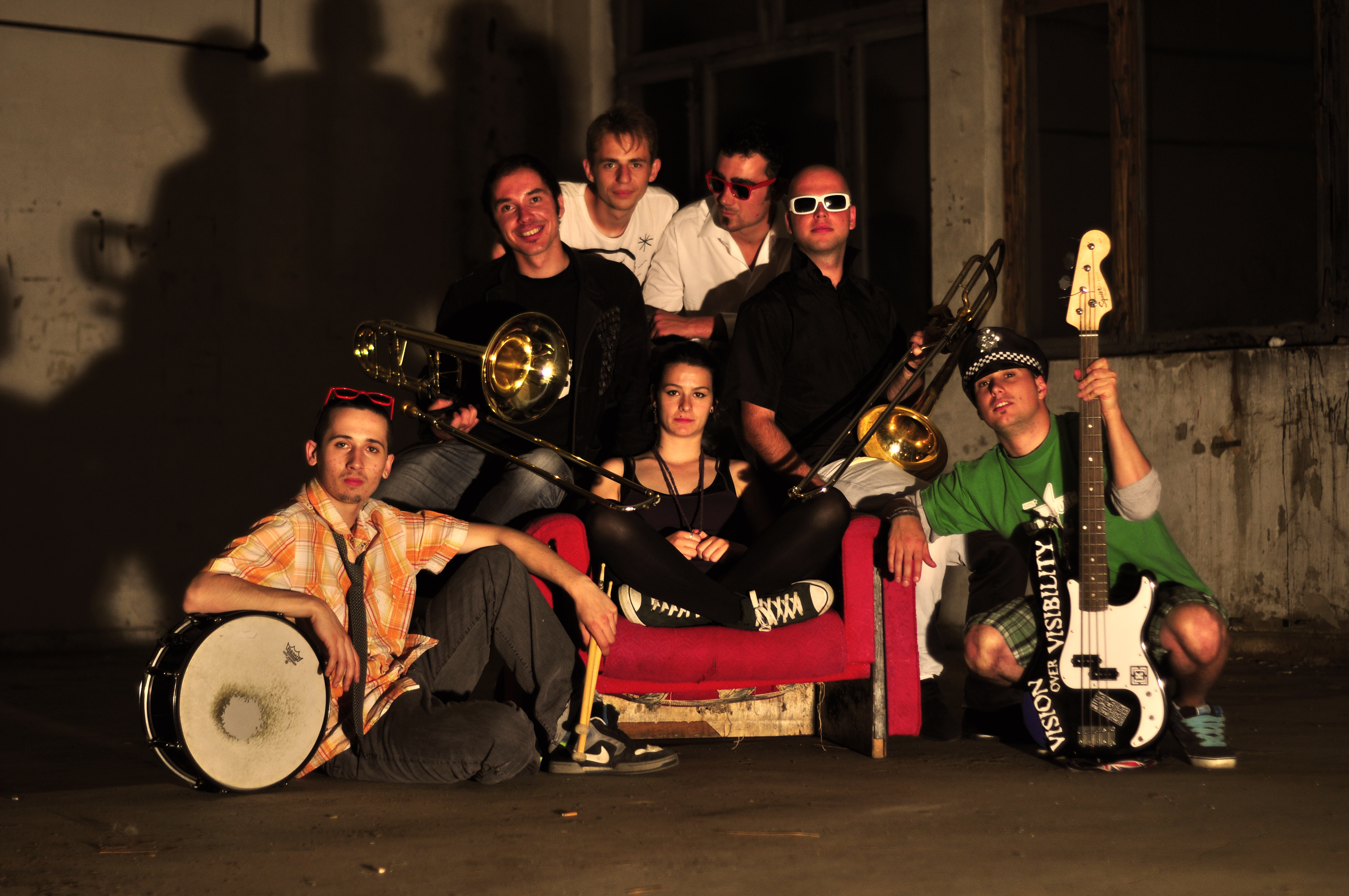
A mix a punk, folk 'n' roll, ska & alcohol

## Discografie

### Albume
- International (2011)
- Toy toy factory (2013)
- Not done yet (2019)

### Demo-uri și Single-uri
- Train (2011)
- No Fear (2011)

## Componența
- Horváth Hannah - solistă, 2010 -
- Gagyi Botond - bas, voce, 2010 -
- Hosszú Áron - chitară, 2010 -
- Kis Tamás - chitară bas, 2010 -
- Turák Botond - trombon, acordeon, 2012 -
- Denes Fabian - trombon, 2012 -
- Turák Zsolt - saxophone, 2013 -
- Forró Erik- tobe, 19, 2014 -
- Horváth Tamás - percuție, 2018 -

## Legături Externe
- facebook.com/rehabnation - RN pe Facebook
- myspace.com/rehabnationband - RN pe MySpace
- youtube.com/rehabnationband - RN pe YouTube
- reverbnation.com/rehabnation - RN pe ReverbNation
- soundcloud.com/rehab-nation Arhivat în 9 ianuarie 2016, la Wayback Machine. - RN pe SoundCloud
- https://open.spotify.com/artist/5Ae84P6osfEkapaAeAFXyV - RN pe Spotify
- https://www.deezer.com/us/artist/1410739/radio?autoplay=true - RN pe Deezer
- https://store.cdbaby.com/cd/rehabnation1 Arhivat în 5 decembrie 2019, la Wayback Machine. - RN pe cdbaby
- https://play.google.com/music/preview/Alclj6ldtleprbzgs3udkmedhqy?play=1&u=0 - RN pe Google Play Music